# Isabel da Áustria, Duquesa da Lorena
Isabel da Áustria (c. 1285/1293 — Nancy, 19 de maio de 1353) foi duquesa consorte da Lorena pelo seu casamento com Frederico IV da Lorena. Também foi regente do ducado de 1329 a 1331 durante a minoridade de seu filho, Rodolfo.

## Família
Isabel foi a terceira filha e quarta criança nascida do rei Alberto I da Germânia e da rainha Isabel de Gorizia-Tirol. Os seus avós paternos eram o rei Rodolfo I da Germânia e sua primeira esposa, Gertrude de Hohenburg. Os seus avós maternos eram o duque Meinardo da Caríntia e Isabel da Baviera.
Ela teve onze irmãos, entre eles: Ana, primeiro foi esposa do marquês Hermano de Brandemburgo-Salzwedel e depois de Henrique VI da Silésia; Inês, rainha da Hungria como esposa de André III da Hungria; rei Rodolfo I da Boêmia; Frederico, o Belo, marido de Isabel de Aragão; Leopoldo I, Duque da Áustria, marido de Catarina de Saboia; Catarina, esposa do duque Carlos da Calábria; o duque Alberto II da Áustria, marido de Joana de Pfirt, etc.

## Biografia
Quando era jovem, Isabel ficou noiva de um dos filhos do rei Filipe IV de França. Porém, após o casamento de seu irmão, Rodolfo com Branca de França, o noivado foi cancelado.
Em 6 de agosto de 1306, foi assinado um contrato de casamento entre Frederico e Isabel, em Saint-Dié. O casamento foi realizado em uma data anterior a 18 de maio de 1307. Ele era filho de Teobaldo III de Lorena e de Isabel de Rumigny.
O casal teve dois filhos, um menino e uma menina.
Em 28 de setembro de 1322, o duque foi capturado na Batalha de Mühldorf, onde lutava ao lado de seu cunhado, Frederico, o Belo. Ele faleceu em 21 de abril de 1329.
Devido a idade de seu filho, Rodolfo, a duquesa tornou-se a regente de Lorena em seu nome. Isabel foi regente de 1329 até 26 de outubro de 1331, quando o duque apontou como regente o seu sogro, o conde Eduardo I de Bar.
Isabel faleceu no dia 19 de maio de 1353. Ela foi enterrada em Nancy, e mais tarde seu corpo foi transferido para o Mosteiro de Königsfelden, na atual Suíça.

## Descendência
- Rodolfo da Lorena (abril/maio de 1320 - 26 de agosto de 1346), sucessor do pai. Foi primeiro casado com Leonor de Bar, e depois foi marido de Maria de Châtillon, com quem teve três filhos;
- Margarida de Lorena (m. após 9 de agosto de 1376), foi casada três vezes: primeiro com João de Chalon, Senhor d'Auberive, com quem teve uma filha, depois foi esposa do conde Conrado de Freiburg, Senhor de Romont, e por fim, de Ulrico de Rappoltstein.